# Heggudlu, Heggadadevankote
Heggudlu là một làng thuộc tehsil Heggadadevankote, huyện Mysore, bang Karnataka, Ấn Độ.